# Gianni Vanhaecke
Gianni Vanhaecke (Oostende, 23 juni 1993) is een Belgische voetballer die bij voorkeur in de aanvalt speelt.

## Clubstatistieken
| seizoen | club         | land   | competitie      | duels | goals |
| ------- | ------------ | ------ | --------------- | ----- | ----- |
| 2011/12 | KV Oostende  | België | Belgacom League | 6     | 0     |
| 2012/13 | KV Oostende  | België | Belgacom League | 3     | 0     |
| 2013/14 | KV Oostende  | België | Jupiler League  | 0     | 0     |
| 2014/15 | SW Harelbeke | België | Vierde Klasse A |       |       |
| 2014/15 | SW Harelbeke | België | Vierde Klasse A |       |       |